# Liste der Michigan State Historic Sites im Crawford County

Lage des Crawford Countys in Michigan

Diese Liste der Michigan State Historic Sites im Crawford County nennt alle als Michigan State Historic Site eingestuften historischen Stätten im Crawford County (Michigan) im US-Bundesstaat Michigan. Die mit † markierten Stätten sind gleichzeitig im National Register of Historic Places eingetragen.
| Name                                                   | Bild | Lage | Ort               | Eintrag seit  |
| ------------------------------------------------------ | ---- | --- | ----------------- | ------------- |
| 32nd Red Arrow Division Informational Designation      |      | Camp Grayling | Grayling          | 15. Apr. 1977 |
| Beginning of State Reforestation Informational Site    |      | Higgins Lake Nursery, County Road 200, 800 m östlich der alten US-27, etwa 400 m nördlich der Grenze zum Roscommon County | bei Grayling      | 26. Feb. 1957 |
| Camp Grayling Officers Open Mess                       |      | Building #311, Howe Road                                                                                                  | Grayling          | 24. Aug. 1978 |
| Douglas House†                                         |      | 6122 County Road 612 | Grayling          | 18. Nov. 2000 |
| Grayling Fish Hatchery                                 |      | 4893 W North Down River Road                                                                                              | Grayling          | 26. Feb. 1957 |
| Hartwick Pines                                         |      | M-93, 11 km nordöstlich von Grayling                                                                                      | Grayling Township | 17. Sep. 1957 |
| Michigan Central Railroad - Grayling Station           |      | 401 Norway Street | Grayling          | 21. Aug. 1986 |
| Pere Cheney Cemetery                                   |      | Five Mile Road | Grayling          | 18. Feb. 1993 |
| Homesite of Chief David Shoppenagon Informational Site |      | Kreuzung der alten US-27 mit der I-75 bei Au Sable River                                                                  | Grayling          | 12. Dez. 1979 |